# Чирвон, Михаил Анисимович
Михаил Анисимович Чирвон (укр. Михайло Онисимович Чирвон; 28 августа 1932 год, село Качаново, Гадячский район, Полтавская область — 15 февраля 1989 год, село Петровка-Роменская, Гадячский район, Полтавская область, Украинская ССР) — нефтяник, передовик производства, мастер подземного ремонта скважин нефтепромыслового управления «Радченково» объединения «Укрвостокнефть» Министерства нефтедобывающей промышленности СССР, Полтавская область, Украинская ССР. Герой Социалистического Труда (1966).

## Биография
Родился 28 августа 1932 года в селе Качаново Гадячского района в крестьянской семье. В 1950—1951 годах обучался в школе фабрично-заводского обучения в городе Ромны, после чего работал учеником бурильщика Шебелинской конторы бурения. В 1953 году был призван на срочную службу в Советской Армии. После возвращения из армии в 1956 году продолжил работать в Шебелинской конторе бурения, затем — помощником бурильщика Миргородской конторы бурения «Укрвостокнефтегазоразведка», водителем колхоза «Первого мая» Гадячского района.
С 1960 года трудился на различных работах в нефтепромысловом управлении «Полтаванефтегаз» объединения «Укрвостокнефть» Министерства нефтяной промышленности СССР. Был назначен мастером подземного ремонта скважин этого же нефтепромыслового управления. В 1966 году удостоен звания Героя Социалистического Труда «за выдающиеся заслуги в выполнении заданий седьмой пятилетки по добыче нефти и достижение высоких технико-экономических показателей в работе».
Без отрыва от производства окончил Дрогобычский нефтяной техникум (1969).
С 1970 года по 1975 год — мастер подземного ремонта скважин, старший инженер управления «Полтаванефтегаз».
После выхода на пенсию проживал в селе Петровка-Роменская Гадячского района, где скончался в 1989 году.

## Награды
- Герой Социалистического Труда — указом Президиума Верховного Совета СССР от 23 мая 1966 года
- Орден Ленина